# Dunja Hebrang
Dunja Hebrang (Otočac, 11. studenoga 1943. – Zagreb, 13. travnja 2021.) bila je hrvatska književnica. 

## Životopis
Dunja Hebrang rođena je u Otočcu 1943. godine, u obitelji Andrije i Olge (rođ. Strauss) Hebrang. U Zagrebu je maturirala (1962. godine), diplomirala psihologiju na Filozofskome fakultetu (1968. godine) i završila poslijediplomski studij na Ekonomskom fakultetu (1973. godine). Radila je u promidžbi Radiotelevizije Zagreb. Pjesme i eseje objavljuje u listovima i časopisima kao što su: Studentski list (1971.), Forum (1975. – 1976., 1978. – 1979.), Republika (1976. – 1982., 1985.), Mogućnosti (1977., 1984. – 1985.), Istra (1978. – 1979., 1985., 1988.), Most (1979., 1984. – 1985.), Književnost (Beograd 1981., 1984.), Odjek (1981., 1984. – 1988., 1990.), Oko (1981. – 1983., 1986. – 1987.), Književna reč (Beograd 1982.), Književne novine (Beograd 1982.), Polja (Novi Sad 1982., 1990.), Gesta (1983.), Zadarska revija (1983., 1986., 1989.), Kulturni život (Skoplje 1984.), Nova revija (Ljubljana 1986.), Naša knjiga (1987.), Izraz (1988.), Dubrovnik (1989.), Školske novine (1993.), Hrvatsko slovo (1995.), La battana (1997.), Književna revija (1997.), Marulić (1997.).
Članicom je Društva hrvatskih književnika. Umrla je u Zagrebu 13. travnja 2021.

## Djela
- Utočišta, vl. naklada, Zagreb, 1975.
- Dnevni glasovi, Spektar, Zagreb, 1978.
- Kazaljka vremena, Alfa, Zagreb, 1981.
- Gospoda mužjaci: eseji, Spektar, Zagreb, 1983.
- Polvere e vento, La Sfinge, Napulj, 1983.
- Izvan kalendara, Novinsko izdavačko i štamparsko poduzeće, Varaždin, 1984.
- Mrak i ruža, Dunja Hebrang – Peter Amalietti, Zagreb – Ljubljana, 1989.
- Osjetljivi barbar: eseji, Gardoš, Beograd – Zemun, 1989.
- Kronika zla i mučnine, Grafički atelje "Dereta", Beograd, 1990.
- Kugla cijele zemlje, Dunja Hebrang – Meditor, Zagreb, 1993.
- Šum crnih limuzina: roman, vl. naklada, Zagreb, 1993.